# Nemsdorf-Göhrendorf
Nemsdorf-Göhrendorf ist eine Gemeinde im Westen des Saalekreises in Sachsen-Anhalt, Deutschland. Sie ist Sitz der Verbandsgemeinde Weida-Land.

## Geografie
Die Gemeinde, bestehend aus den ehemals selbstständigen Dörfern Nemsdorf im Norden und Göhrendorf im Süden, liegt 5 km südöstlich von Querfurt. Sie wird durchquert von der Kreisstraße 2265 von Barnstädt nach Aseleben. Landschaftlich liegt sie im siedlungsarmen, südöstlichen Teil der Querfurter Platte.

### Verkehr
Zwei Kilometer südwestlich des Ortes verläuft die Bundesstraße 180 (Lutherstadt Eisleben–Naumburg), nächste Autobahn ist die A 38 bei Esperstedt, einem Ortsteil von Obhausen.
Der Ort hat einen Haltepunkt an der Bahnstrecke Merseburg–Querfurt, der im Stundentakt von der Linie S 11 Halle–Merseburg–Querfurt der S-Bahn Mitteldeutschland bedient wird. Lediglich am Sonntagvormittag wird nur ein Zweistundentakt angeboten.

### Gemeindegliederung
Nemsdorf-Göhrendorf ist ein so genanntes Doppeldorf. Die Gemeinde Nemsdorf wurde 1965 mit der Gemeinde Göhrendorf zusammengeschlossen.

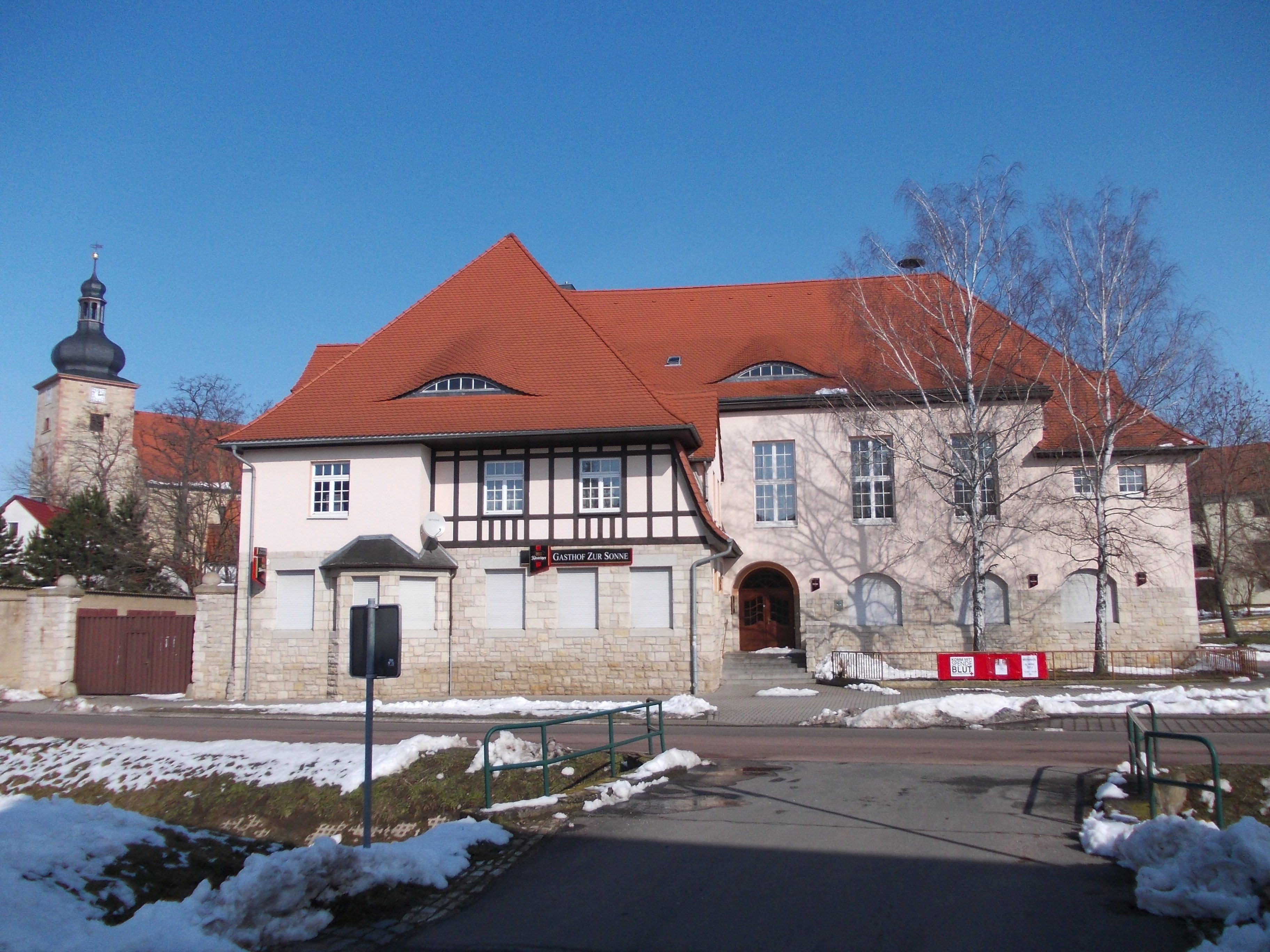
Gasthof Zur Sonne in Nemsdorf
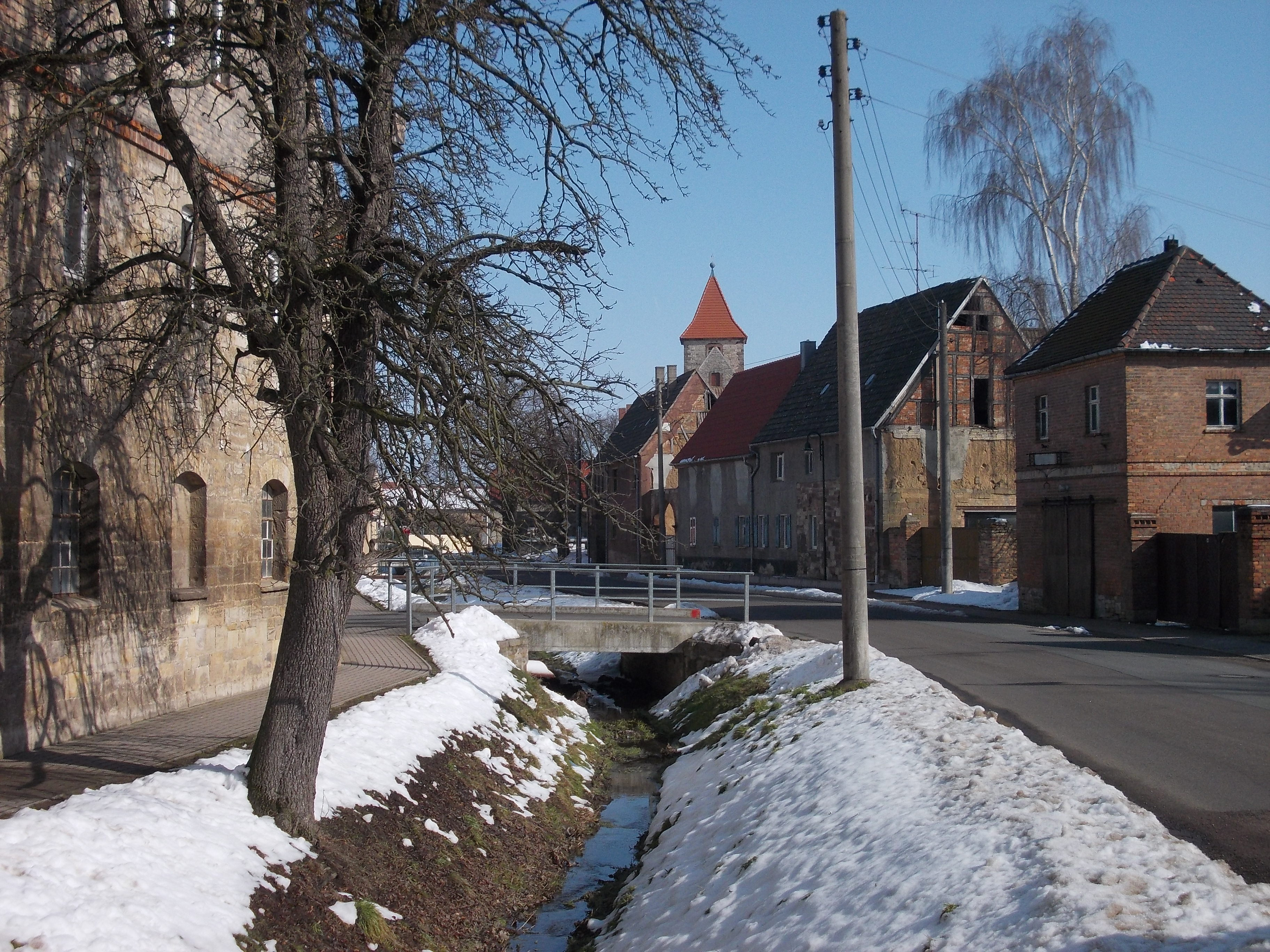
In Göhrendorf
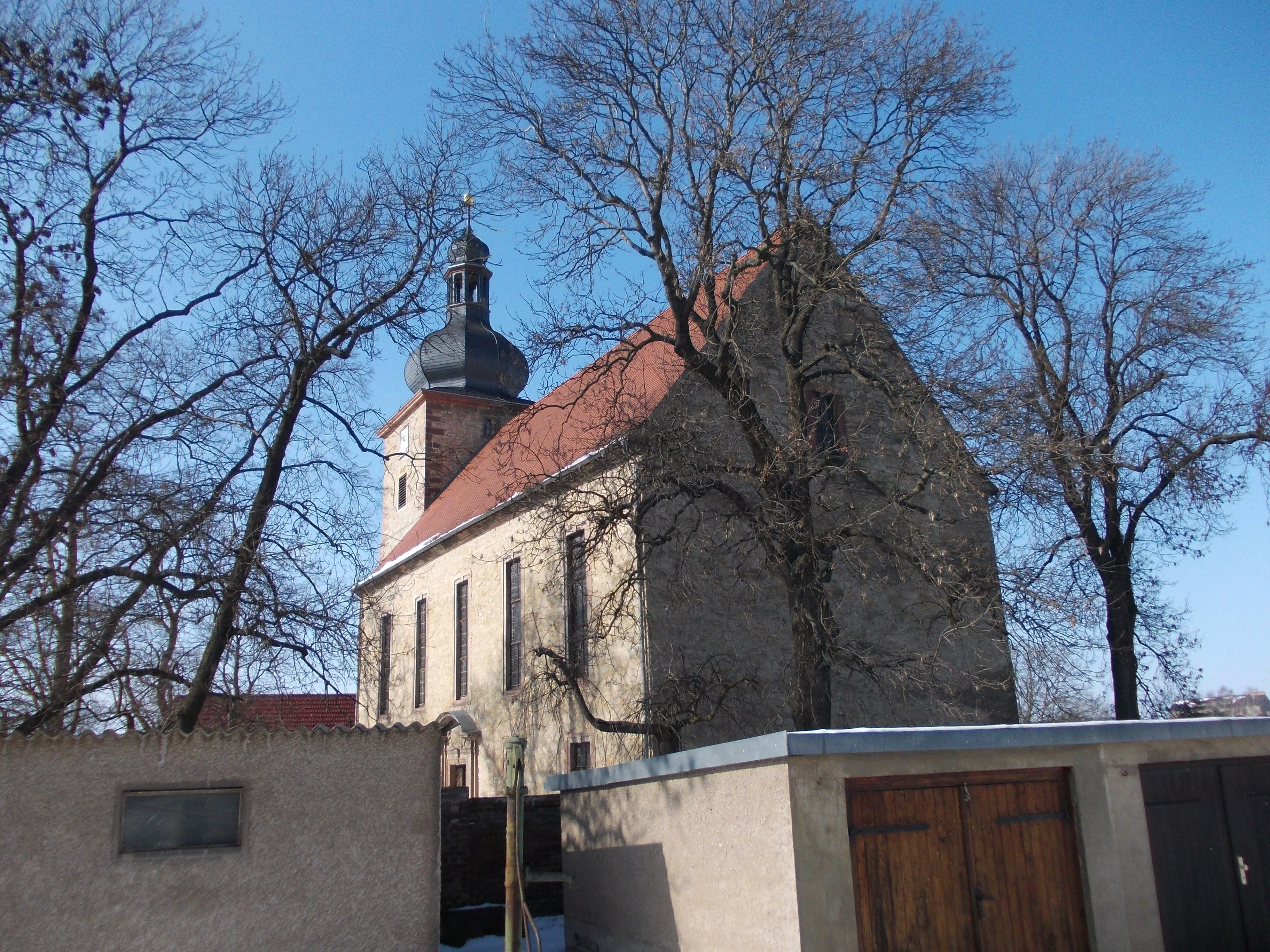
Kirche in Nemsdorf
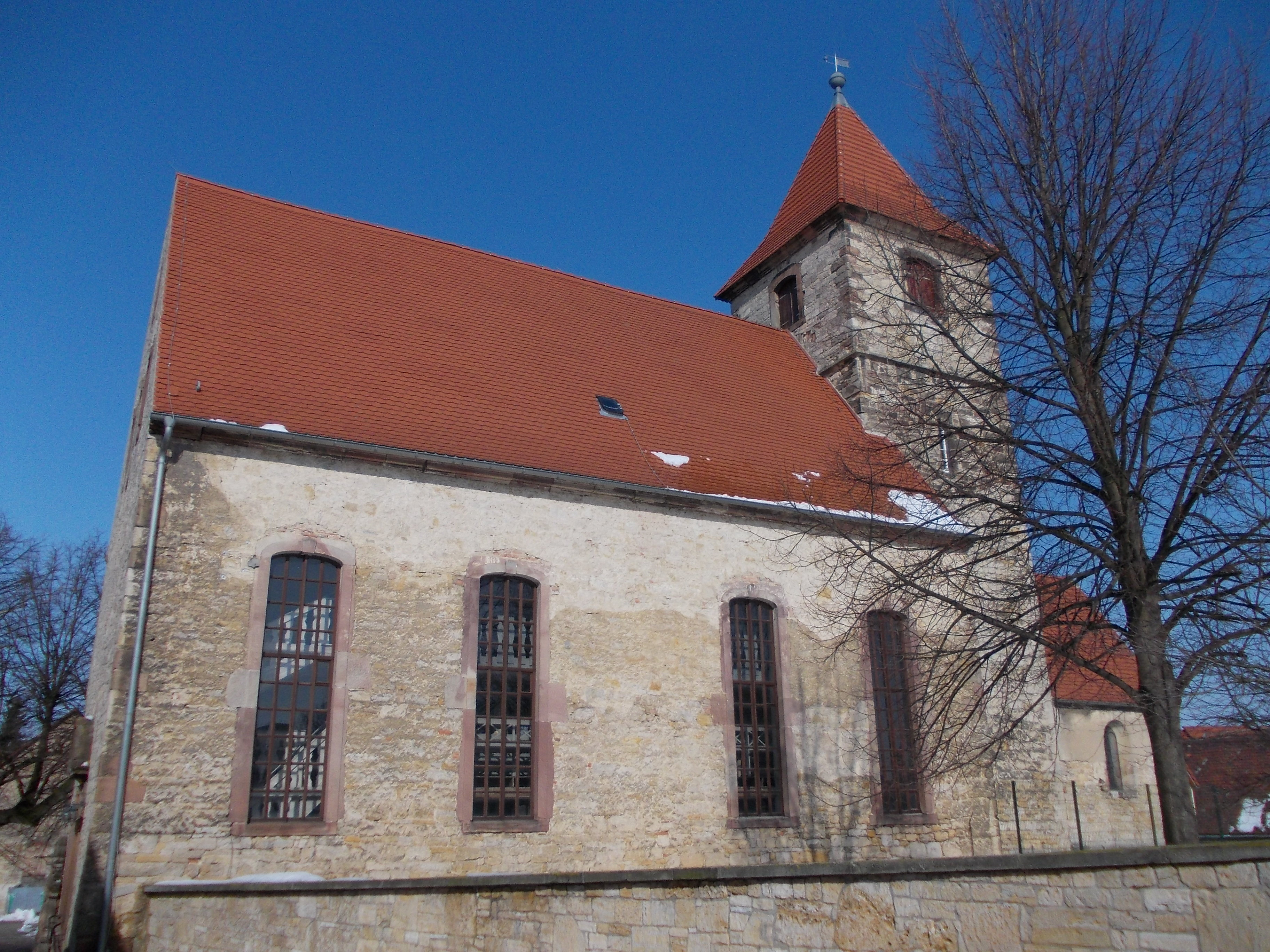
Kirche in Göhrendorf

### Nachbargemeinden
Nachbargemeinden sind Obhausen im Norden, Bad Lauchstädt und Mücheln (Geiseltal) im Osten, Steigra im Süden und Barnstädt sowie Querfurt im Westen.

## Geschichte
Die Chronisten des Ortes vermuten eine Besiedelung in der zweiten Hälfte des 6. Jahrhunderts. Urkundlich wurde Nemsdorf erstmals 1120 in der Stiftungsurkunde für das Kloster Kaltenborn als Nametickesdorp erwähnt. Göhrendorf wurde erstmalig im Jahr 1147 als Gerendorp in einer Schenkungsurkunde Dietrichs von Querfurt an das Kloster Marienzell erwähnt. Die Einwohner von Nemsdorf und Göhrendorf nutzten seit jeher die fruchtbaren Böden der Region, um Landwirtschaft zu betreiben.
Der Ort lag bis 1815 im sächsischen Amt Querfurt. 1927 hatte Göhrendorf 413 Einwohner.
Im Jahr 2020 wurde Nemsdorf-Göhrendorf bekannt als einer der wenigen Orte in Deutschland, die es ablehnen, Mobilfunk zu erhalten. Begründet wurde dies mit der mutmaßlichen Gefahr von elektromagnetischen Wellen.

## Vereine
In jedem Dorfteil gibt es Pfingstburschenvereine. Diese Tradition ist regional begrenzt.
Im Jahre 1972 wurde der Nemsdorfer Carnevals-Club gegründet. Eine Heimatstube gibt es seit 17. Dezember 2006, die vom Chronikverein gegründet und gestaltet wurde. Aber auch die Vereine der Schützen, der Angler, und Kleingärtner sind in der Ortschaft vertreten. 

## Persönlichkeit
- Alexander Prinz, deutscher YouTuber unter dem Pseudonym „Dunkler Parabelritter“